# Psychotria simiarum
Psychotria simiarum är en måreväxtart som beskrevs av Paul Carpenter Standley. Psychotria simiarum ingår i släktet Psychotria och familjen måreväxter.

## Underarter
Arten delas in i följande underarter:
- P. s. chiapensis
- P. s. simiarum